# V. Bagrat grúz király
V. Bagrat (? – 1393/5) vagy más számozás szerint IV. Bagrat, ragadványneve: Nagy Bagrat, grúzul: ბაგრატ V დიდი, perzsául: باگرات پنجم, görögül: Βαγράτ Ε΄ της Γεωργίας, törökül: V. Bagrat, „Büyük”, Gürcü Kralı, mongolul: Гүржийн V Их Баграт хан, latinul: Bagrat V, rex Georgiae, grúz király. A Bagrationi-házból származott. Bagrationi Gulkan(i)-Eudokia trapezunti császárné bátyja és III. (Komnénosz) Alexiosz trapezunti császár veje, valamint III. (Komnénosz) Mánuel trapezunti császár sógora.

## Élete

A Grúz Királyság kiterjedése 1380-ban V. Bagrat uralkodása idején

Apja IX. Dávid (–1360) grúz király, édesanyja Dzsakeli Szinduhtari szamchei (meszheti) hercegnő.
A bizánci–grúz házassági kapcsolatok hosszú időre nyúlnak vissza, hiszen a szomszédság mellett az is döntő tényező volt ebben, hogy a Grúz Királyság is a bizánci rítusú ortodox kereszténységet követte. 1204-ben pedig, mikor Konstantinápolyt a IV. keresztes hadjáratban a nyugatiak elfoglalták, a Bizánci Birodalom több részre hullott szét, és I. Tamar grúz királynő támogatásával megalakult a grúz vazallus bizánci utódállam, a Trapezunti Császárság. Ezután Grúzia mongol meghódításáig Trapezunt Grúzia fiókállama volt, de később is megmaradtak a jó kapcsolatok köztük, és ezt sok esetben házasságokkal is megpecsételték.
III. Alexiosz (1337/38–1390) trapezunti császár (ur.: 1349–1390) és V. (Nagy) Bagrat grúz király kettős házasságot hozott tető alá a két állam és a két dinasztia: a Komnénosz-ház és a Bagrationi-ház között.
1367 júniusában az 1366-ban megözvegyült V. Bagrat feleségül vette III. Alexiosz legidősebb lányát, Anna (1357–1406 után) hercegnőt, majd pedig V. Bagrat húgát, Gulkan hercegnőt először eljegyezték Komnénosz Andronikosszal (1355–1376), III. Alexiosz trapezunti császár házasságon kívül született fiával, aki azonban 1377. március 14-én meghalt. Majd ezután Gulkant Andronikosz öccsével, a trapezunti trónörökössel, Komnénosz Manuél herceggel, III. Alexiosz és Kantakuzénosz Teodóra császárné másodszülött fiával jegyezték el, akivel 1377. szeptember 6-án vagy 1379. október 6-án házasodtak össze Trapezuntban. Ezzel a kettős házassági politika sikeresen megvalósult. Gulkan grúz királyi hercegnő pedig a házasságával felvette az Eudokia nevet. 
1390. március 20-án meghalt Eudokia apósa, III. Alexiosz trapezunti császár, és férje trónra lépett III. Manuél néven, és ettől kezdve Eudokia is automatikusan császárnéi címet viselt. Ekkortól a két szomszédos uralkodó, III. Manuél és V. Bagrat kölcsönösen sógori viszonyba került: III. Manuél felesége, Eudokia császárné V. Bagrat húga, míg V. Bagrat felesége, Anna királyné III. Manuél nővére volt. A kettős házasság az utódlásban is sikeres volt, hiszen mindkét frigy fiúutódok tekintetében szerencsés volt, bár V. Bagratnak már volt egy fia az előző házasságból, és Eudokia 1382. június 19-én világra hozta egyetlen gyermekét, a későbbi IV. Alexioszt.
Mikor 1386. november 1-én vagy 21-én Timur Lenk elfoglalta Tbiliszit, V. Bagrat királyt és feleségét Komnéna Annát is elfogta, és csak annak fejében akarta őket elengedni, ha iszlám hitre térnek, de a valláscserére nem került sor, mert V. Bagrat első házasságából született idősebb fia, a későbbi VII. György megverte a mongol sereget, és a királyi párt szabadon engedték.
V. Bagrat 1393-ban vagy 1395-ben hunyt el, és az első házasságából született fia. VII. György követte a trónon.
V. Bagrat húga, Eudokia trapezunti császárné 1395. május 2-án vagy 5-én hunyt el, majd özvegye még ugyanebben az évben feleségül vette Philanthrópénosz Anna úrnőt.
V. Bagrat második felesége, Trapezunti Anna túlélte a férjét, de a királyné halálának pontos ideje sem ismert, valamikor 1406 után történt, amikor már az ő fia, I. Konstantin uralkodott 1405-től.

## Gyermekei
- Első feleségétől, Ilona (Elene N.) (?–1366) grúz királynétól, 1 fiú:
  - György (?–1405), VII. György néven grúz király, felesége Kurcidze Nesztan-Daredzsani, 1 fiú
- Második feleségétől, Komnénosz Anna (1357–1406 után) trapezunti császári hercegnőtől, 3 gyermek:[2]
  - Konstantin (1369 után–1412), I. Konstantin néven 1405-től grúz király, felesége Kurcidze Natia (Natela/Natália) (–1412) hercegnő, Kurcidze Nesztan-Daredzsani királynénak a húga, aki I. Konstantin féltestvérének, VII. Györgynek a felesége, 3 fiú, többek kötött:
    - I. Sándor (1389–1446) grúz király, 1. felesége Orbeliani Dulanduhti sziuniai hercegnő, 2 fiú, 2. felesége Szeldzsukida Tamar (?–1455) imereti királyi hercegnő, a Szeldzsuk-dinasztiából származó I. Sándor imereti király (?–1389,) és Orbeliani Anna lánya, 4 gyermek, összesen 6 gyermek, többek között:
      - (első házasságából): II. (Bagrationi) Demeter (1413 előtt–1455) imereti király, felesége Szeldzsukida Gulsari (?–1471) imereti királyi hercegnő, lásd lent, 2 fiú:
        - Konstantin (1447 után–1505), II. Konstantin néven Grúzia királya, felesége Tamar N. (?–1492 után), 7 fiú

      - (második házasságából): Bagrationi N. (1415 körül–1438 előtt) grúz királyi hercegnő, férje IV. (Komnénosz) János (1403 előtt–1460), 1429-től trapezunti császár, gyermekei nem születtek (?)

    - Bagrationi György (1390–1446) grúz királyi herceg, felesége Szeldzsukida Gulsari (?–1471) imereti királyi hercegnő, lásd fent, 2 gyermek:
      - Bagrat (1435–1478), VI. Bagrat néven Grúzia királya és II. Bagrat néven Imereti királya, felesége Ilona N. (?–1510), 3 fiú

  - Dávid (1386 előtt–1425/1465 után), 2 fiú?
  - Ulumpia (–1405 után), férje VI. Kahaber Csidzsavadze (–1405 előtt) herceg, 1 fiú